# 黒シール事件
黒シール事件（くろシールじけん）とは、1983年の第37回衆議院議員総選挙が公示される前に、立候補予定者の新井将敬の選挙ポスターに、石原慎太郎の陣営が「1966年に北朝鮮から帰化」と書かれた黒色のシールを貼付した事件である。

## 事件の概要
1968年7月7日の第8回参議院議員通常選挙において、自由民主党公認で全国区立候補して初当選した石原慎太郎は、「本道を歩みたい」との理由から1972年に任期を2年残して辞任。同年12月10日執行の第33回衆議院議員総選挙で、当時の自宅のある東京都大田区を地盤とする東京2区から立候補して、鞍替え初当選。1975年に東京都知事選挙に立候補するため辞職するが、落選。その後、1976年12月5日執行の第34回衆議院議員総選挙で復活当選し、以降3回連続でトップ当選した。
このとき、石原慎太郎と同じ選挙区に同党公認で新井将敬が立候補したが落選した。そして、1983年の第37回衆議院議員総選挙が公示される前、何者かによって新井の政治広報版に掲載された選挙ポスターに「1966年に北朝鮮から帰化」という黒色のシールが貼られるという事件が起きた。
この事件に、石原の公設第一秘書である栗原俊記が関与していたことが判明した。栗原は大手ゼネコン鹿島建設の社員であったが、休職扱いで出向してきていた。第一公設秘書が指揮したとあれば、当然公職立候補者である石原の指示があったかどうかが疑われる。結果として、これは石原陣営による対立候補に対する刑事事件として世間に知れ渡ることとなった。
石原と同じ選挙区に立候補していた新井は、東京大学を卒業後、新日本製鐵勤務を経て大蔵省に入省。キャリアとして出世街道を歩んでいたが、渡辺美智雄の誘いを受ける形で、大蔵省を辞職し第37回衆議院議員総選挙に立候補した。

新井は元は在日朝鮮人で、日韓基本条約で大韓民国と関係を結んだ翌年、1966年に日本国籍を取得している。この年に日本へ帰化したことは事実である。日本国籍取得前の本名は朴景在（パク・キョンジェ、박경재）で、「新井」は通名であった。そのため、正確には朝鮮籍である。朝鮮籍は便宜上の籍であり、正確には外国人登録法における外国人登録制度上の記号と見るべきものである。また新井は朝鮮半島ではなく日本国内（大阪市）出身であることから、黒シールに書かれていた「北朝鮮からの帰化」ではない。しかし、黒シールには事実に反して「北朝鮮国籍」と書かれていた。
新井がポスターに黒シールを貼られたことにいち早く抗議したのは、政界に勧誘した渡辺である。渡辺は新井に政界入りを勧める際にも「帰化したことに対して、世間では理由のない非難を浴びせる輩もいるかも知れないが、その覚悟はあるのか」と問いただすなど、新井に対して気遣いをしていた。事件発覚後は「彼は日本人だ! 日本人が立候補して何が悪い!」とインタビュアーの前で怒りをぶちまけた。また、民族派右翼の大物として知られた野村秋介も、この件で石原の事務所に乗り込んで抗議した。
石原は「秘書が勝手にやったこと」と正当性を主張したが、保守系マスメディアも『週刊新潮』を別として、器物損壊罪という犯罪行為であることもあり、石原に対する明確な擁護論を展開しなかった。さらに当時、石原が派閥の領袖であったことから、党内の信用も失墜するなど社会的非難を浴びることとなった。
さらにこの事件により、石原は在日朝鮮人から「在日朝鮮人排撃主義者」として非難されることとなった。
選挙ポスターに黒シールを貼られた事件であることから、器物損壊事件として捜査され、石原慎太郎の関与も問われたものの、栗原のみが立件されただけで、石原自身に捜査が及ぶことはなかった。
なお、新井は同じ選挙区で1986年7月6日の第38回衆議院議員総選挙に出馬し当選している。